# Lista de membros da Royal Society eleitos em 1891
Membros da Royal Society eleitos em 1891.

## Fellows of the Royal Society (FRS)
1. William Anderson (1835-1898)
2. Frederick Orpen Bower[2] (1855-1948)
3. John Conroy (1845-1900)
4. Daniel John Cunningham[3] (1850-1909)
5. George Mercer Dawson[4] (1849-1901)
6. Edwin Bailey Elliott[5] (1851-1937)
7. Percy Faraday Frankland[6][7] (1858-1946)
8. Percy Carlyle Gilchrist (1851-1935)[8]
9. William Dobinson Halliburton[9][10][11] (1860-1931)
10. James Hannen[12] (1821-1894)
11. Oliver Heaviside[13][14][15][16] (1850-1925)
12. William Lawies Jackson[17] (1840-1917)
13. John Edward Marr[18][19] (1857-1933)
14. Ludwig Mond (1839-1909)
15. Sir Napier Shaw[20] (1854-1945)
16. Silvanus Phillips Thompson (1851-1916)
17. Thomas Henry Tizard (1839-1924)

## Foreign Members of the Royal Society (ForMemRS)
1. Alexander Emanuel Agassiz (1835-1910)
2. Benjamin Apthorp Gould (1824-1896)
3. Eduard Adolf Strasburger[21] (1844-1912)
4. Pietro Tacchini[22] (1838-1905)